# Abdão
Abdão ou Abdom (em hebraico : עַבְדּוֹן ', Aḇdōn, "servil"), foi o décimo primeiro  juiz de Israel na ordem cronológica de juízes. Pertencia à tribo de Efraim. Era filho de Hilel.
Exerceu o cargo de juiz durante oito anos (1165 à 1 157 a.C.). Teve como sucessor Sansão. Abdão tinha quarenta filhos, e trinta netos, que cavalgavam sobre setenta jumentos; e o período em que julgou Israel foi de paz. (Juízes 12:13-14).